# Vinciguerria poweriae
Vinciguerria poweriae är en fiskart som först beskrevs av Cocco, 1838.  Vinciguerria poweriae ingår i släktet Vinciguerria och familjen Phosichthyidae. Inga underarter finns listade i Catalogue of Life.